# قیس بن ملوح

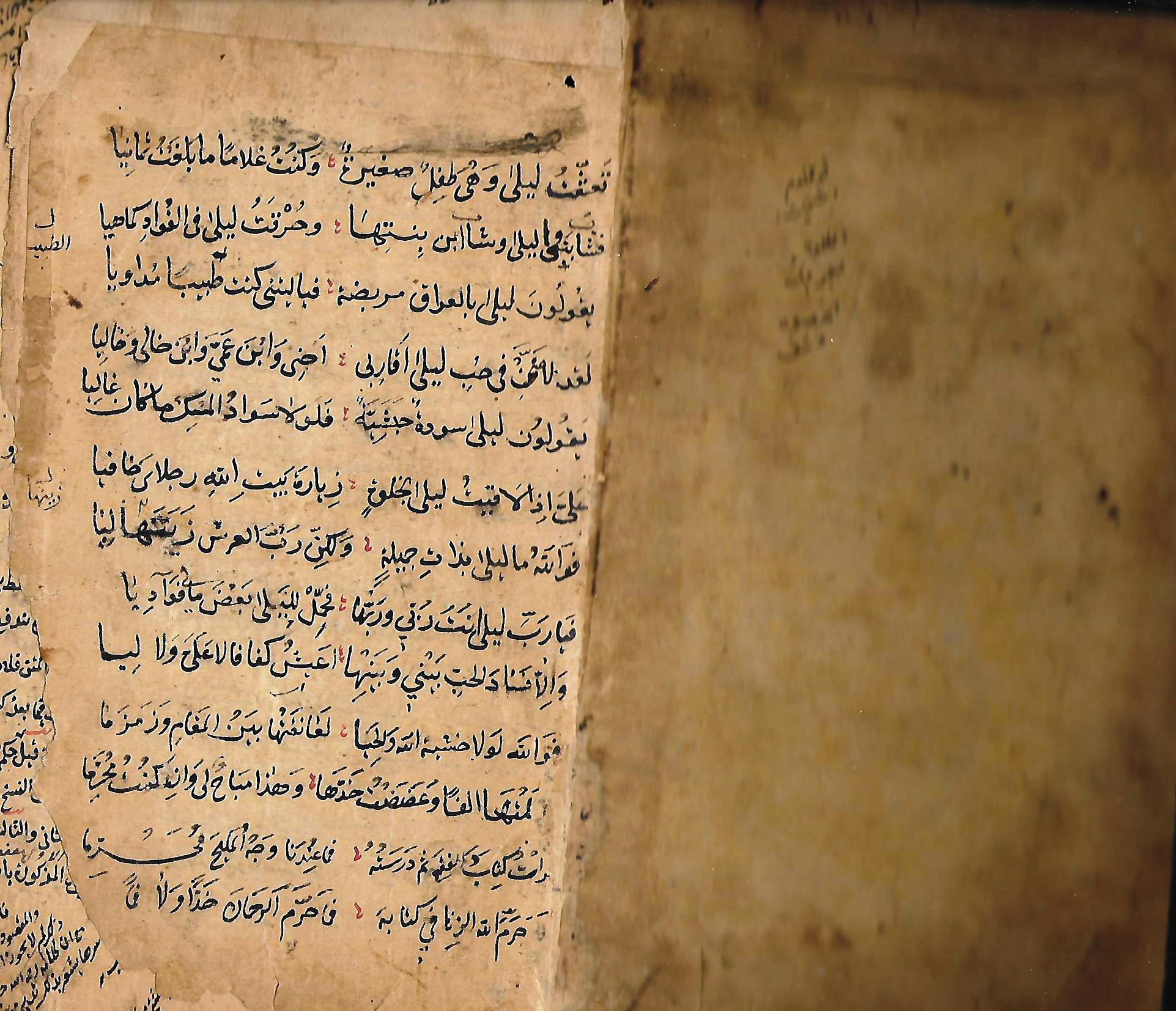
نسخه خطی ۱۸۵۰

قَیس بن مُلَوَّح شهرت‌یافته به مجنونِ لیلی (؟ -۶۸۸م) شاعر عرب در روزگار اموی بود. عاشق لیلی عامریه شد، اما خانوادهٔ لیلی، قیس را از دیدارِ لیلی بازداشتند و لیلی را به ازدواج ورد بن محمد عُقَیلی درآوردند. قیس سپس به غزل‌سرایی روی آورد. برخی از ناقدان قدیم و پژوهشگران وجودِ قیس را منکر شده‌اند و گفتند او شخصی خرافی است. 